# Anisynta dominula
The Two-brand Grass-skipper or Dominula Skipper (Anisynta dominula) là một loài bướm ngày thuộc họ Hesperiidae. Nó được tìm thấy ở vùng núi của New South Wales, Tasmania và Victoria.
Sải cánh dài khoảng 30 mm.
Ấu trùng ăn Poa sieberana.

## Phụ loài
- Anisynta dominula dominula
- Anisynta dominula drachmophora
- Anisynta dominula draco
- Anisynta dominula dyris
- Anisynta dominula pria